# میلیان موتاوجیچ
میلیان موتاوجیچ (سیریلیک صربی: Миљан Мутавџић؛ زادهٔ ۳ فوریهٔ ۱۹۸۶) بازیکن فوتبال اهل صربستان است.
از باشگاه‌هایی که در آن بازی کرده‌است می‌توان به باشگاه فوتبال مالمو اشاره کرد.
وی همچنین در تیم‌های ملی فوتبال زیر ۲۱ سال صربستان و صربستان بازی کرده‌است.